# John Korty
John Van Cleave Korty est un réalisateur, scénariste, directeur de la photographie, producteur et monteur américain, né le 22 juin 1936 à Lafayette, dans l'Indiana (États-Unis) et mort le 9 mars 2022 à Point Reyes Station dans le comté de Marin en Californie.

## Filmographie

### comme réalisateur
- 1964 : Breaking the Habit
- 1966 : The Crazy-Quilt
- 1967 : Funnyman
- 1970 : Riverrun
- 1972 : L'Intruse (The People) (TV)
- 1973 : Go Ask Alice (TV)
- 1973 : Class of '63 (TV)
- 1974 : The Music School (TV)
- 1974 : The Autobiography of Miss Jane Pittman (TV)
- 1974 : Silence
- 1976 : Farewell to Manzanar (TV)
- 1976 : Alex ou la liberté (Alex & the Gypsy)
- 1977 : Who are the DeBolts? And where did they get nineteen kids?
- 1978 : Forever (TV)
- 1978 : Oliver's Story
- 1980 : A Christmas Without Snow (TV)
- 1983 : Twice Upon a Time
- 1983 : The Haunting Passion (TV)
- 1984 : Second Sight: A Love Story (TV)
- 1984 : L'Aventure des Ewoks (The Ewok Adventure) (TV)
- 1986 : Une affaire meurtrière (TV)
- 1986 : Resting Place (TV)
- 1987 : Baby Girl Scott (TV)
- 1987 : Au nom de l'amour (Eye on the Sparrow) (TV)
- 1988 : Winnie (TV)
- 1989 : Cast the First Stone (TV)
- 1990 : A Son's Promise (TV)
- 1991 : Line of Fire: The Morris Dees Story (TV)
- 1991 : Les Années perdues (Long Road Home) (TV)
- 1991 : Keeping Secrets (TV)
- 1992 : Deadly Matrimony (TV)
- 1993 : They (TV)
- 1994 : Au bout de l'impasse (Getting Out) (TV)
- 1995 : Redwood Curtain (TV)
- 1997 : Ms. Scrooge (TV)
- 1998 : Oklahoma City: A Survivor's Story (TV)
- 1999 : Le Don de l'amour (A Gift of Love: The Daniel Huffman Story) (TV)

### comme scénariste
- 1966 : The Crazy-Quilt
- 1967 : Funnyman
- 1970 : Riverrun
- 1974 : The Music School (TV)
- 1976 : Farewell to Manzanar (TV)
- 1978 : Oliver's Story
- 1983 : Twice Upon a Time

### comme directeur de la photographie
- 1966 : The Crazy-Quilt
- 1967 : Funnyman
- 1970 : Riverrun
- 1972 : Votez Mc Kay (The Candidate)
- 1974 : The Music School (TV)
- 1984 : L'Aventure des Ewoks (The Ewok Adventure) (TV)

### comme producteur
- 1964 : Breaking the Habit
- 1966 : The Crazy-Quilt
- 1976 : Farewell to Manzanar (TV)
- 1977 : Who are the DeBolts? And where did they get nineteen kids?
- 1980 : A Christmas Without Snow (TV)

### comme monteur
- 1966 : The Crazy-Quilt